# Wilma
Wilma  è un nome proprio di persona italiano femminile.

## Varianti
- Femminili: Vilma

### Varianti in altre lingue
- Ceco: Vilma[1]
- Croato: Vilma[1]
- Finlandese: Vilma[1]
- Inglese: Wilma[1], Velma[2]
- Olandese: Wilma[1]
- Slovacco: Vilma[1]
- Spagnolo: Vilma[1]
- Svedese: Vilma[1]
- Tedesco: Wilma[1], Vilma[1]
- Ungherese: Vilma[1]

## Origine e diffusione
Si tratta di un ipocoristico tedesco e inglese di Wilhelmina, cioè Guglielmina. L'origine perciò è da ricondursi al nome germanico Willahelm, composto da wil, "volontà", ed helm, "elmo", "protezione", di incerto significato complessivo.
Il nome venne portato negli Stati Uniti da coloni tedeschi nel XIX secolo. Il nome Velma, che è in uso dallo stesso periodo, è probabilmente una variante di Vilma basata sulla pronuncia tedesca del nome; la grafia con la e potrebbe inoltre essere stata influenzata dal nome Selma.

## Onomastico
Il nome è adespota, cioè nessuna santa lo ha mai portato; l'onomastico può essere festeggiato il 1º novembre, in occasione di Ognissanti, o in alternativa lo stesso giorno del nome Guglielmo, da cui in ultima istanza deriva.

## Persone

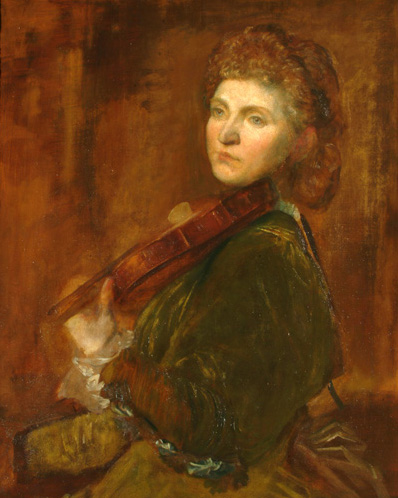
Wilma Neruda

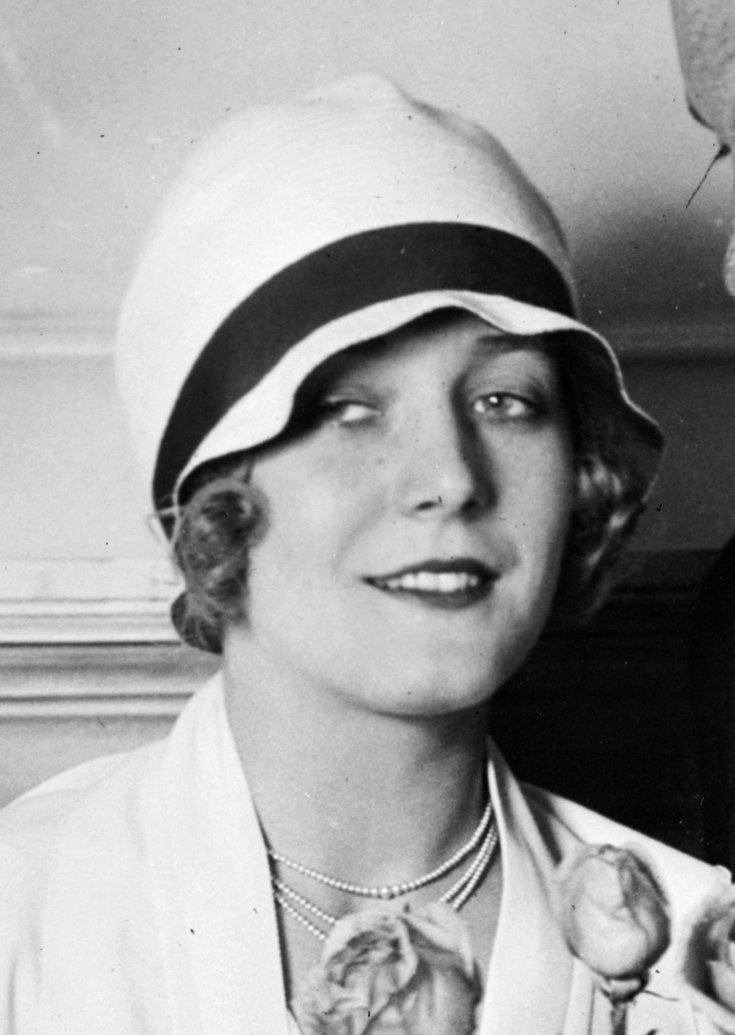
Vilma Bánky

- Wilma Aris, attrice, showgirl e soubrette italiana
- Wilma De Angelis, cantante, conduttrice televisiva e attrice italiana
- Wilma Dias, attrice, ballerina e showgirl brasiliana
- Wilma Goich, cantante italiana
- Wilma González, modella spagnola
- Wilma Labate, regista italiana
- Wilma Lipp, soprano austriaco
- Wilma Montesi, italiana vittima di un noto caso di omicidio
- Wilma Neruda, violinista ceca
- Wilma Roy, cantante italiana
- Wilma Rudolph, atleta statunitense
- Wilma van Hofwegen, nuotatrice olandese
- Wilma van Velsen, nuotatrice olandese

### Variante Vilma
- Vilma Bánky, attrice ungherese
- Vilma Jamnická, attrice slovacca
- Vilma Santos, attrice e politica filippina

## Il nome nelle arti
- Velma Dinkley è un personaggio della serie animata Scooby-Doo.
- Wilma Flintstone è un personaggio della serie animata I Flintstones.
- Wilma è il titolo di una delle più conosciute canzoni di Frizzi Comini Tonazzi.